# Adolf Stölzel

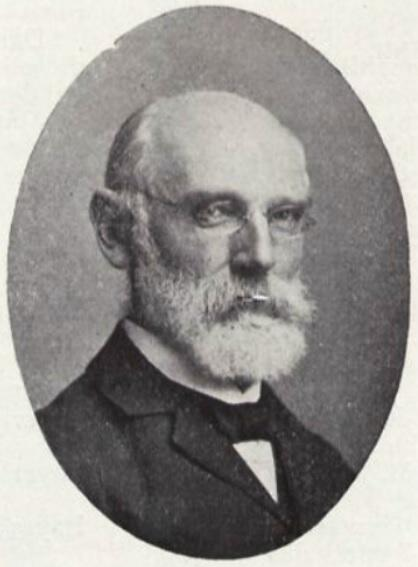
Adolf Stölzel (vor 1903)

Adolf Stölzel (* 28. Juni 1831 in Gotha; † 19. April 1919 in Berlin) war ein deutscher Rechts- und Geschichtswissenschaftler. Als Kronsyndikus saß er im Preußischen Herrenhaus.

## Leben
Adolf Friedrich Stölzel war Sohn von Ernst Georg Stölzel (1795–1837) und dessen Frau Ulrike Dorothee Schmidt (1798–1881). Sein Großvater war Ernst Heinrich Stölzel (1755–1797), Sekretär des Oberhofmarschallamtes zu Gotha.
Nach dem Abitur am Gymnasium in Kassel begann Stölzel an der Philipps-Universität Marburg Rechtswissenschaft zu studieren. 1850 wurde er mit Franz Rang im Corps Teutonia zu Marburg aktiv. Als Inaktiver wechselte er an die Ruprecht-Karls-Universität Heidelberg. Sein Vorbereitungsdienst dauerte mit mehr als sieben Jahren verhältnismäßig lange. Stölzel war während seines gesamten Referendariats nebenher bei Anwälten tätig.
1860 begann er seine Laufbahn im Staatsdienst als Stadtgerichtsassessor in Kassel und zwei Jahre später wurde er Assessor am kurhessischen Obergericht. 1867 übernahm Stölzel im Kreisgericht von Kassel sein erstes Richteramt. Innerhalb weniger Jahre erfolgten zahlreiche Beförderungen: Kreisgerichtsrat in Kassel (1869), Kammergerichtsrat in Berlin (1872) und schließlich die Ernennung zum Geheimen Justizrat (1875).
Nach seiner Promotion zum Marburger Doctor juris honoris causa 1872 wurde er 1876 zum Mitglied der preußischen Justiz-Prüfungskommission berufen, die in Berlin für die große juristische Staatsprüfung in Preußen zuständig war. Nach seiner Beförderung zum Geheimen Oberjustizrat folgte 1886 die Ernennung zum Präsidenten der Justiz-Prüfungskommission. Seit 1887 war er zudem Honorarprofessor für Zivilrecht und Rechtsgeschichte an der Friedrich-Wilhelms-Universität.
1891 wurde er wegen seiner besonderen Verdienste zum Kronsyndikus und damit auf Lebenszeit Mitglied des preußischen Herrenhauses.
Bis zu seinem Tode war Stölzel literarisch tätig. Im Alter von 80 Jahren schrieb er seine  Lebenserinnerungen; diese sind jedoch unveröffentlicht geblieben. Das Manuskript nebst umfangreichem dokumentarischem Material befindet sich in einem Archiv in Hessen.
Am 19. November 1860 hatte Stölzel in erster Ehe Anna Engelhard (1839–1873) geheiratet, eine Tochter des späteren Kasseler Obergerichtsdirektors Wilhelm Gotthelf Engelhard (1785–1848) und der Louise Waitz (1801–1848). Anna Engelhard war eine Enkelin der Magdalena Philippine Gatterer, einer bekannten Dichterin. Aus dieser Ehe stammten drei Kinder. Die zweite Ehe Stölzels' mit Henriette Weinrich (1835–1915) blieb kinderlos.

## Professur und Vorlesungen
Die von Stölzel verfassten juristischen Lehrbücher waren vor allem für die praktische Ausbildung der Referendare bahnbrechend. Sein 1894 erschienenes Buch Schulung für die zivilistische Praxis hat bestimmte konkrete Aktenfälle aus der Praxis erschöpfend dargestellt. Stölzel hatte klar erkannt, dass man an praktischen Fällen mehr lernt als an aller Theorie.
Seit dem Wintersemester 1893/94 hielt Stölzel eine zweistündige Vorlesung zur „Schulung für die civilistische Praxis“. Er hatte es sich zur Aufgabe gemacht, „wichtigste Grundsätze des Zivilprozesses“ zu behandeln. „Die Berliner Referendare waren vom Kammergerichtspräsidenten auf die Vorlesung hingewiesen worden. Mehr als 600 Zuhörer füllten das Auditorium maximum der Berliner Universität.“ Stölzels allgemein bekannte Vorlesungen zur „Schulung für die civilistische Praxis“ wurden als „epochemachend“ angesehen, weil sie in dieser Form zuvor nirgends gehalten wurden. „Wenn heute an allen Universitäten und an den meisten größeren Gerichten praktische Übungen veranstaltet werden, aus denen die jungen Juristen für die praktische Rechtsanwendung den reichsten und dauernsten Nutzen ziehen, so ist dieser Erfolg zum großen Teile auf das Beispiel und die Anregung Stölzels zurückzuführen.“

## Auszeichnungen und Ernennungen
- 1891: Ernennung zum Kronsyndikus
- 1896: Wirkl. Geh. Rat
- 1897: Dr. phil. h. c. der Universität Berlin

## Schriften (Auswahl)
- Die Entwicklung des gelehrten Richterthums in deutschen Territorien: Eine rechtsgeschichtliche Untersuchung mit vorzugsweiser Berücksichtigung der Verhältnisse im Gebiete des ehemaligen Kurfürstenthums Hessen. 2 Bände. Cotta, Stuttgart 1872.
- Carl Gottlieb Svarez: Ein Zeitbild aus der zweiten Hälfte des achtzehnten Jahrhunderts. Franz Vahlen, Berlin 1885.
- Brandenburg-Preußens Rechtsverwaltung und Rechtsverfassung dargestellt im Wirken seiner Landesfürsten und obersten Justizbeamten. Franz Vahlen, Berlin 1888, Band 1, 2.
- Ueber Proberelationen: Eine Mittheilung aus der Justizprüfgskommission. Franz Vahlen, Berlin 1888; 4. Auflage 1906.
- Schulung für die civilistische Praxis. 2 Bände. Franz Vahlen, Berlin 1894/97; 9. Auflage 1913 (Bd. 1) bzw. 5. Auflage 1909 (Bd. 2).
- Urkundliches Material aus den Brandenburger Schöppenstuhlsakten. unter Mitarbeit von Ernst Deichmann und Victor Friese hrsg. von Adolf Stölzel; 4 Bände (Band 1: Urkunden bis 1580; Band 2: Urkunden ab 1581; Band 3: Die von Bismarck in den Brandenburger Schöppenstuhlsakten; Band 4: Spruchsammlung des Brandenburger Schöppenstuhls). Franz Vahlen, Berlin 1901.